# ギルダー
ギルダーもしくはグルデン（英: guilder、蘭: gulden）は、15世紀から2002年まで使われていたオランダの通貨単位。略号はNLG（蘭: Nederlandse gulden）。国際金融市場での通貨表記には NLG が使われた反面、オランダ国内での表記はもっぱら ƒ を使用したが、これは、旧名のフローリン (蘭: florijn) に由来する。どちらも、中期オランダ語のフローリン金貨（gulden florijn）が語源である。

## 概要
オランダがEUに参加する前に使用していた通貨単位である。かつては本土にとどまらず、旧植民地である蘭領東インドなどでも使用されており、現在でもその名残でカリブ・ギルダー、アルバ・フロリンが存在する。
なお、スリナムギルダーは、2004年1月1日からスリナム・ドルに通貨を変更した。

## 対ユーロレート
現在でも有効な最後の法定交換レートは、1ユーロ=2.20371ギルダーであり、これで換算すると、1ギルダー=0.453780ユーロである。硬貨のユーロへの交換は2007年1月1日で終了しているが、紙幣については、このレートで2032年1月1日までユーロへの交換が可能である。

## 歴史
1252年に初めてイタリアのフィレンツェでフローリン金貨 (fiorino d'oro) の鋳造が開始され、ヨーロッパ中に流通することになったが、その技術力を買われて、オランダやドイツ諸侯国、ポーランドなど複数の国の金貨がフィレンツェで鋳造され、これが、fl. あるいは ƒ であらわされることになった。
国により貨幣価値は様々であり、1709年当時イギリスの1ポンドと11ギルダー、22ストゥイベル(stuivers)、6ペニーが同等の価値であった。さらには、6ドイツグルデン (gulden) 、40クロイツァー (kreuzer) や13ポーランドグルデン (gulden) 、6グロシュ (grosz) が同じ価値であった。

後に1フローリン=20ストゥイベル=60クロイツァー、10フローリン=1ポンド、8フローリン=20フラン=4ドルなどとなった。
ハンガリーでは、ギルダーはフィレンツェからフォリントと呼ばれることになり、現在でも通貨単位として使われている。
ギルダーから様々な貨幣が派生した。かつて使われていたダールダー (daalder) は、1.5ギルダーと同価値であり、ドイツで流通していたターラー (Thaler) から名前が取られている。

## ギルダー銀貨

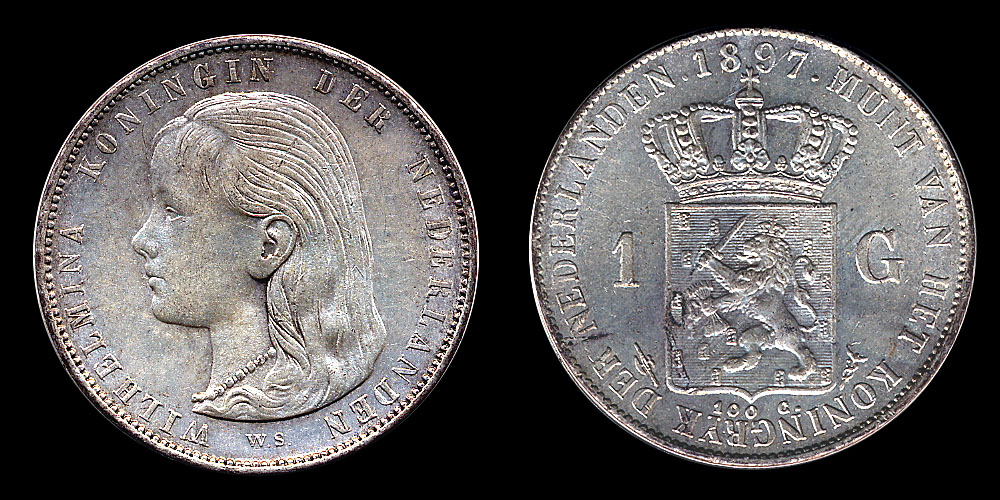
少女時代のウィルヘルミナ女王を描いた1ギルダー銀貨1897年銘

オランダでは1815年に通貨制度を改定し100セント=1ギルダーとしたが、この新制度によるギルダー銀貨は1818年に発行されている。以後1999年まで、次のギルダー硬貨が発行された。表は歴代の国王の肖像であるが、国王が代わるごとに肖像の向きが変わるのはイギリスと同じである。また裏面は1980年まで一貫してオランダ王国の紋章が描かれていたが、1982年ベアトリクス女王の時代になってからは単なる幾何学模様となった。
- ウィレム1世の肖像
1818年から1840年まで発行。直径30ミリ、品位.893、量目10.76グラムだったが、1840年に仕様が変更になり、直径28ミリ、品位.945、量目10グラムとなり若干純銀含有量が減った。
- ウィレム2世の肖像
1840年から1849年まで発行。直径28ミリ、品位.945、量目10グラム
- ウィレム3世の肖像
1850年から1867年まで発行。直径28ミリ、品位.945、量目10グラム
- ウィルヘルミナ女王の肖像
少女時代のウィルヘルミナ女王を描いた1ギルダー銀貨1897年銘
ウィルヘルミナ女王は若くして（10歳）で即位し、58年間在位したので、ギルダー銀貨には4種類の肖像が見られる。
1892年から1897年までは、髪を下ろした少女時代の肖像 (girl head) 。親政開始の1898年にはティアラをつけた若い頭像 (young head) で1909年まで発行。1910年～1917年までは成年像 (mature head) のタイプで発行。1922年から1945年は老年像 (old head) で発行された。
直径28ミリ、品位.945、量目10グラムであったが、老年像の銀貨以降品位が.720に引き下げられた。
- ユリアナ女王の肖像
1954年から1980年まで発行、直径25ミリ、品位.720、量目6.5グラムと小型化。1967年以降はニッケル貨になる。1980年には記念硬貨も発行された。
- ベアトリクス女王の肖像
1982年から1999年の発行で、すべてニッケル貨幣。

ギルダー銀貨の他に、1/2、2.5、3ギルダーの銀貨、そのほか5、10、20ギルダーの高額の金貨も発行されていた。また、オランダの1917年までのギルダー銀貨は品位が.945であり、これは流通銀貨としては非常に純度が高い物である。
補助硬貨としては、1/2、1、2.5、5、10、25セントの銅貨、低品位銀貨も発行されていたほか、5ギルダーの紙幣に代わって5ギルダーのニッケル青銅貨も後に発行されている。これらの硬貨の中には正方形をした硬貨も含まれ、収集家には人気がある。
なお、イギリスのコインに関してはフローリン銀貨を参照されたい。

## ギルダー紙幣
ユーロに変更されるまで、オランダでは10、25、50、100、250、1000ギルダーの各紙幣が流通していた。派手な色彩と斬新なデザインの紙幣は、他の先進国に先駆けて、紙幣へのバーコードの印刷、複製防止のユーリオン模様などを取り入れ、現在のユーロ紙幣の手本となった。また250という額面の紙幣も他の先進国には見当たらないものであった。